# District de Gournay
Le district de Gournay est une ancienne division territoriale française du département de la Seine-Inférieure de 1790 à 1795.
Il était composé de cantons de Gournay, Argueil, Buchi, la Feuillie, Menerval et Ry.